# دانيال هنري شامبرلين
دانيال هنري شامبرلين (بالإنجليزية: Daniel Henry Chamberlain)‏ هو محامي أمريكي، ولد في 23 يونيو 1835 في West Brookfield, Massachusetts ‏ في الولايات المتحدة، وتوفي في 13 أبريل 1907 في شارلوتسفيل في الولايات المتحدة بسبب سرطان.